# The Land of New Hope
The Land of New Hope es el primer álbum de estudio del proyecto de “metal opera” de Timo Tolkki Avalon. El álbum fue lanzado el 17 de mayo de 2013 en Europa y el 21 de mayo de 2013 en los Estados Unidos.
Según Tolkki "En cierto modo me redescubrí musicalmente en el proceso de hacer este álbum. Escribí la historia primero y empecé a componer la música después de ello. Mi objetivo era escribir canciones memorables con buenas melodías que apoyarían a la historia... En este disco encontrarás una gran cantidad de diferentes dinámicas... con algunas canciones que son totalmente orquestadas y suenan muy, muy grandes."
Tolkki planea lanzar una trilogía sobre este concepto, y The Land Of New Hope es el fin de la historia.
Muchos vocalistas de heavy metal fueron invitados a participar como personajes de la historia del álbum, con la cantante femenina Elize Ryd (Amaranthe) y el vocalista masculino Rob Rock (Impellitteri) apareciendo como los personajes principales y cantando en la mayoría de las canciones.
El arte de tapa fue trabajo de Stanis W. Decker y será lanzado en dos versiones – la perteneciente al CD común y la edición de lujo con un documental de 30 minutos y un videoclip promocional de la canción "Enshrined in My Memory".

## Historia
"Es el año 2055 D.C y la mayoría de las grandes ciudades del Planeta Tierra están inundadas por tsunamis o destruidas por terremotos e incendios. Toda infraestructura y sistema de comunicación fue corrompido. La destrucción es total. Un pequeño grupo de sobrevivientes parte en Aventura para encontrar un lugar sagrado conocido como La Tierra de la Nueva Esperanza (En inglés: The Land of New Hope). Este es un Viejo cuento de hadas que fue contado por décadas, pero muy pocos creyeron en él alguna vez. Ellos viajan lejos en un trayecto lleno de peligros y llegan donde una adivina, que los guía adelante. Ella les explica que La Tierra de la Nueva Esperanza existe, pero está bajo el cuidado de un Guardián y sólo aquellos que son puros de corazón podrán pasar. Ellos vagan más hacia su último destino…."

## Lista de canciones
Todas las canciones escritas y compuestas por Timo Tolkki. 
| N.º | Título                     | Vocalista/s invitado/s             | Duración |  |
| 1.  | «Avalanche Anthem»         | Russell Allen, Rob Rock, Elize Ryd | 4:52     |  |
| 2.  | «A World Without Us»       | Elize Ryd, Russell Allen, Rob Rock | 5:42     |  |
| 3.  | «Enshrined in My Memory»   | Elize Ryd                          | 4:05     |  |
| 4.  | «In the Name of the Rose»  | Elize Ryd, Russell Allen, Rob Rock | 4:26     |  |
| 5.  | «We Will Find a Way»       | Rob Rock, Tony Kakko               | 4:24     |  |
| 6.  | «Shine»                    | Elize Ryd, Sharon den Adel         | 3:36     |  |
| 7.  | «The Magic of the Night»   | Rob Rock                           | 4:42     |  |
| 8.  | «To the Edge of the Earth» | Rob Rock                           | 5:01     |  |
| 9.  | «I’ll Sing You Home»       | Elize Ryd                          | 5:01     |  |
| 10. | «The Land of New Hope»     | Michael Kiske                      | 8:53     |  |

## Personal
- Timo Tolkki - Guitarras, bajo y Producción
- Alex Holzwarth (Rhapsody Of Fire) - Batería
- Derek Sherinian (ex-Dream Theater, ex-Black Country Communion) - Teclados, solo de teclado en "To the Edge of the Earth"
- Jens Johansson (Stratovarius) - Teclados, solo de teclado en "To the Edge of the Earth"
- Mikko Härkin (ex-Sonata Arctica, ex-Symfonia, Luca Turilli's Rhapsody) - Teclados

### Invitados

#### Vocalistas
- Elize Ryd (Amaranthe)
- Michael Kiske (Unisonic, Place Vendome, ex-Helloween)
- Russell Allen (Symphony X, Allen-Lande, Adrenaline Mob, Star One)
- Rob Rock (Impellitteri, ex-Axel Rudi Pell)
- Sharon den Adel (Within Temptation)
- Tony Kakko (Sonata Arctica)

#### Personal adicional
- Orquesta: Sami Boman
- Vocales de ópera: Magdalena Lee

## Chart positions
| Paìs      | Posición |
| --------- | -------- |
| Finlandia | 7        |
| Suecia    | 42       |
| Suiza     | 59       |
| Noruega   | 80       |
| Alemania  | 90       |